# Marcel Bitsch
Marcel Bitsch (29 december 1921 - 21 september 2011) was een Franse componist.
Bitsch studeerde vanaf 1939 aan het conservatorium te Parijs harmonieleer bij Jean Gallon, contrapunt bij Noël Gallon en muziekwetenschappen bij Paul-Marie Masson. Al in 1945 won hij zijn eerste prijs in Rome. Vanaf 1956 was hij professor contrapunt in het conservatorium. Hij componeerde een komische opera, een ballet, symfonische werken en werken voor kamermuziekorkest en verschillende stukken voor de studenten muziekwetenschappen. Hij publiceerde ook verschillende wetenschappelijke artikelen.
Zijn notenleerlessen worden zeer vaak gebruikt in conservatoria, waaronder het Leuvense Lemmensinstituut.
Zijn bekendste leerlingen zijn Daniel Roth en Pierre Pincemaille.
- Bibliothèque nationale de France: cb11892150v (data)
- CiNii: DA00898883
- Gemeinsame Normdatei: 103774807
- International Standard Name Identifier: 0000 0001 0931 6640
- Library of Congress Control Number: n83176145
- MusicBrainz: 92bafb22-4d1e-41a4-8b76-fe85a3b40d00
- Bibliotheek van het Japanse parlement: 00433388
- Nationale Bibliotheek van Tsjechië: mzk2011670679
- Nationale Bibliotheek van Israël: 987012501452205171
- Nederlandse Thesaurus van Auteursnamen: 067656420
- SNAC: w61m1c99
- Système universitaire de documentation: 026729997
- Virtual International Authority File: 108618689
- WorldCat: E39PBJkHvDBjPxMydwHhfgfQbd